# IC 408
IC 408 ist ein inexistentes Objekt im Sternbild Hase südlich des Himmelsäquators im Index-Katalog, welches der US-amerikanische Astronom Lewis A. Swift im Februar 1889 fälschlich als IC-Objekt beschrieb.